# Egle podulparia
Egle podulparia är en tvåvingeart som beskrevs av Suh och Kae Kyoung Kwon 1985. Egle podulparia ingår i släktet Egle och familjen blomsterflugor.
Artens utbredningsområde är Sydkorea. Arten är reproducerande i Sverige. Inga underarter finns listade i Catalogue of Life.